# エルフ・17
『エルフ・17』（エルフ・セブンティーン）は、山本貴嗣による日本の漫画作品。『月刊コミコミ』（白泉社）にて1985年1月号から1988年11月号まで連載された。全41話+番外編1話。掲載誌が突然休刊した為、エピソードの途中で終ったが、単行本化や復刻の際にも加筆はされておらず、完結していない。1987年には同タイトルでOVA化された。単行本は白泉社から全8巻。1991年に白夜書房から全4巻、2005年にJIVEから全6巻で復刻。

## 概要
作者の代表作の一つ。SF版水戸黄門とでもいうべきスペースオペラ。
第23話でDAICONのパロディ（主要キャラがDAIÇON（フリーマン星系ダイソン寺の恒例イベント）に参加するという話）、第27話で『乱』のパロディをするなど勇気があった（特に後者）。第28話では高橋留美子と目白花子がアシスタントとして参加している。

## あらすじ
銀河大武術トーナメントに飛び入りで参加し優勝した光翅族（エルフ）ルウと、次点のメカニック男K・Kが、銀河帝国皇子マスカット・タイラーの諸星行脚の隠密旅行のお供として旅に出る。主に5つのパートに分かれる。
- 銀河旅行（銀河大帝星→惑星ドスコニア→惑星ココホレビーチ→惑星アラハス→惑星ALIE→惑星ホープランド）。
- ルウが旅から離れ、光翅族（エルフ）の昇齢試験を受けるが落第。昇齢試験でデッドヒートを繰り広げたカーサとともに学園生活を送る。のちにK・Kとマスカット・タイラーも合流（惑星エルフランド→惑星アカデメイア→惑星オカリバ→惑星アカデメイア）。
- 再び銀河旅行（惑星アカデメイア→惑星ゲンロック→惑星アーカー→惑星サーモニア→惑星ヒネモス→惑星トライア→惑星クモスケン）。
- マスカット・タイラー暗殺計画（惑星クモスケン→（一四一四二一三五六星区）→惑星ワジ→銀河大帝星）。
- マスカット・タイラー誘拐事件（銀河大帝星→惑星ディッシュランド→掲載紙休刊）。

## 設定
- 光翅族は猫目（スリット式瞳孔のため明るい場所では瞳孔が細く、暗い場所では瞳孔が丸くなる）。
- 光翅族の光翅（ハネ）はある種の力場（フィールド）になっている。この力場を崩さないために、「民族衣装が（背中の開いた）レオタード様のワンピース」となっている（ワンショルダータイプやビキニは不可）。ただし、光翅の力場を妨げない程度のメッシュ状の衣装であれば背中を覆っていても問題は無い。
- 光翅族は人間の十数倍の身体能力を誇り、その皮膚はナイフも通らず、ロケット弾が直撃してもかすり傷一つ負わない。しかし比重が大きすぎるために泳ぐどころか、水面に浮かぶことさえ出来ない。また、マタタビと除虫菊のエキスの臭いに弱く、寝てしまう事が弱点。さらに、雨が降ると光翅の力場がぼやけてしまい、飛行できなくなるのも弱点である。
- 光翅族の年齢は実年齢ではなく、昇齢試験に合格することによって決定し、18歳で成人となる。
- K・Kのパワードスーツには、銃器類が使用できない場合のために「徒手格闘戦モード」が実装されている。このモードではパワードスーツは徒手格闘戦において自動的にプロと同様の動きを行う。しかし中にいるK・Kは運動神経が鈍く体力・筋力・柔軟性などに欠けるため、使用した場合K・Kの身体に著しいダメージを与える恐れがある。
- K・Kのパワードスーツは、耐G能力の観点からスーパーマン的な飛行形態（頭前足後で移動）ではなく、戦闘機のコックピットの内部的な飛行形態（座った状態で前後に移動）を取る（当時チーフアシスタントの田巻久雄の発案）。

## 主な登場人物
ルウ
光翅族（エルフ）の少女。明るく無邪気で好奇心旺盛な性格。エルフ始まって以来の天才児といわれ、13歳の時にエルフ年齢「17歳」の資格を取っている。作中では実年齢は15だが、エルフ年齢は17。見た目は普通のグラマラスな少女だが、格闘時などには重戦車並みの戦闘力と超音速の驚異的なスピードを見せる。
一度は殿下、K・Kと別れ昇齢試験のためエルフランドに帰ってきた。しかし昇齢試験はルウとカーサともに不合格だったため、ジムラ教官の命により惑星アカデメイアの私立銀河中央情操高校へ留学生として転入する。そこで殿下とK・Kに再会するが、赴任してきた教師・茶羽十三郎と戦ったK・Kは敗北し彼のすべてであるパワードスーツを没収されてしまう。その後も連戦連敗の結果にK・Kは惑乱し物に当り散らす。K・Kを落ち着かせるためお茶とお菓子を出し、その好意をK・Kが無にしてお茶を自らの頭にわざとかぶってしまうと、氷水を持ってきて頭を冷やしてやる。さらに、プールの底に隠されていたK.Kのパワードスーツを取り返そうと、カナヅチであることも顧みずプールに飛び込んでしまう（すんでのところでカーサに助けられる）。そしてK・Kはルウの説得に動かされ、ルウのアイデアから生まれたパワードスーツでK.K対茶羽の決着がつく。
そんな中今年も昇齢試験の日が近づいてきた。鍛錬に余念のないルウにK・Kが1枚のチケットを渡す。それは殿下から来た銀河旅行へ出発するためのスターシップの指定券で、その出発日はなんとエルフランドへの出発日と同じ日であった。出発の前夜K・Kがルウの家に窓越しに最後の挨拶に来る。銀河旅行に出かけたらもう会えないからと。泣き崩れるルウ。次の朝、泣きはらした目をしたルウたちが宇宙港につくとカーサはK・Kを探しに行くよう話をした。しかしK・Kが自分をどう思っているか今一つ自信が持てないルウは行くことを躊躇していた。カーサはそんなルウを彼女なりの言葉で説得する。気がつけばもうルウの姿はなかった。
宇宙港に続き再びスターシップ内で出くわす殿下とジムラ教官。途中までだが両行は同じ船に乗っていくのである。「聞いたぜK・K ルウが来なきゃお供をやめるとかほざいてたそうじゃないか」カーサがK・Kに声をかける。ルウは満面の笑みを浮かべていた。だがその瞳からは嬉し涙が止まらなかった。
K・K
本名：絡凶介（からみ・きょうすけ）。頭は良いが虚弱体質で兵器オタクの性格破綻者。カーサ曰く「ひねくれ者」で、自称フェミニスト。かなりの秀才で幅広い知識を持ち、解説役を務めることが多い。常に自ら開発・製作したパワードスーツを身にまとっている「歩く兵器廠」。逆にいえば、パワードスーツを着ていなければ走ることもままならないほどの運動音痴である。初期は飛行機能がついていなかったが、序盤にて飛行用パワードスーツに改良されている。銀河大武術トーナメントではパワードスーツのヘルメットで顔が見えなかったため、ルウに「おじさん」と呼ばれていたが、後の学園生活編では、ルウやカーサがいる私立銀河中央情操高校に転入している。
マスカット・タイラー
銀河帝国第108皇子。銀河帝国建国以来の大問題児。「ワンマン・マルクス・ブラザーズ」「御祭プリンス」の異名を持つ大奇人。「君臨すれども関知せず」をモットーとする銀河帝室タイラー家に代々伝わる超"芸"力を持つ。「よいよいよいではないか」が口癖。恋はジャスミンからのスピンオフキャラクター（平夢和）。

### その他の人物
カーサ
褐色の肌を持つ光翅族（エルフ）。昇齢試験の受験者で、試験ではルウのライバルとなる。実年齢・エルフ年齢ともに17。普段は細身のボディラインだが、「黒い破壊者」の異名を持ちバトル時には筋骨隆々になる。ワンショルダータイプの服を着ているが、背中が開いているため飛行には支障がない。情操高校編ではルウのルームメイトである。ジムラと旧知のルウに「エコヒイキはさせない」と敵意むき出しであったが、K・Kやマスカット殿下と共にルウと付き合っていくうちに、彼女の純粋さに打ち解けてゆく。武道屋のケンを憎からず思っている。
ジムラ
光翅族の老人。昇齢試験の試験官。ルウ曰く小さなころから面倒をみてもらってたとのこと。マスカット殿下とも知り合いのようである。
カリマ
帝室情報部員。ナカヒラとコンビでマスカット殿下を帝星へ連れ帰ろうと奔走する、苦労人。祖先が科学者で「非科学アレルギー」の為、非科学的な話を聞くと体調を崩すという特異体質。元ネタは狩撫麻礼。
ナカヒラ
帝室情報部員。カリマとコンビを組みマスカット殿下を帝星へ連れ帰ろうとするが、殿下の非常識な行動や、K・Kとルウの妨害に遭い、使命を果たせずにいる。モデルは江口寿史の元担当編集者N。
茶羽十三郎（ちゃばね じゅうざぶろう）
重機動教師の名門・茶羽家の十三代目当主（初代は『最終教師』に登場した茶羽顔八）。ありとあらゆる問題校を「正常化」させてきた遣り手教師で生身でパワードスーツと渡り合うツワモノ。
必要とあらば生徒との決闘も行うが、勝敗に関係なく教師の職務を最優先する（K.Kと組んだルウに叩きのめされた翌日に予定通りの定期テストを実施した）。
アレクサンドル・タイラー
銀河帝国第109皇子。マスカット殿下の弟だが、実は一度も会ったことがない。「1人の皇子にひとつの星」という慣習から惑星クモスケンの領主となっているが、はっきり言って僻地であり、本人の美意識的にも住民の田舎臭い暮らしや風習を嫌っている。
マスカットの仕出かした件の（ルウやK.Kも関わった）「事実のみ」を吹き込まれてマスカットの暗殺を画策するが、一行の前で「顔を知らん」と言い放つなど。なんだかんだ言って兄弟である。
茂助（もすけ）
クモスケン人。田舎なまりの男で靴を履く習慣もない。アレクサンドルからは「フリードリヒ」と呼ばれるが、呼ばれるたびに「おらは茂助だ」と反論している。だが、見た目に反してコンピュータのエキスパート。

## 単行本同時収録作品
- 外伝 カーサの休日（コミック読本SF大特集 夏の号、1986年）
  - 番外編1。カーサと彼女のライバル・武術屋ケンちゃんの再会としょうもない決闘。人間の身でありながら生身で衛星軌道上から「受け身」をとって無傷で着地したり、光翅族と素手で格闘したりする武術屋ケンちゃんを、憎からず想うカーサの心情が描かれる。40ページ。

## OVA
1987年1月14日に東映ビデオより発売。

### 声の出演
- マスカット・タイラー - 神谷明
- ルウ - 本多知恵子
- K・K - 矢尾一樹
- 運転手 - 屋良有作
- 長老 - 幹本雄之
- アナウンサー - 二又一成
- レフリー - 大滝進矢
- 用心棒 - 塩屋浩三
- ハンマーマン - 立木文彦
- 側近 - 小野健一

### スタッフ
- 原作 - 山本貴嗣
- 監督 - 坂田純一
- 脚本 - 富田祐弘
- キャラクターデザイン・作画監督 - つかさ匡
- メカニックデザイン - 西前健司
- 美術監督 - 勝又激
- 撮影監督 - 森口洋輔
- 音楽 - 田中公平
- 音響監督 - 松浦典良
- プロデューサー - 加藤和夫、藤家和正
- 制作 - エイジェント21
- 制作協力 - アニメイトフィルム、J.C.STAFF[3]
- 製作 - 東映ビデオ、エイジェント21

### 主題歌
エンディングテーマ「DoDoドピンク・パワー」
作詞 - 園部和範 / 作曲・編曲 - 田中公平 / 歌 - 笠原弘子
挿入歌「強い子・ルウ」
歌 - 笠原弘子
イメージソング「星空のホロ・スコ-プ」
歌 - 笠原弘子